# Institut national de pédologie
Pour les articles homonymes, voir INP.
L'Institut national de pédologie, couramment connu sous le nom INP, est un établissement public à caractère scientifique et technologique sous la tutelle du ministère de l'Agriculture et de la pisciculture sénégalais.
Il a été créé par un décret du 28 juin 2004. Son siège est à Dakar.

## L'institut
Cet institut permet d'améliorer la productivité des terres ainsi que ceux qui l'exploitent en particulier les producteurs ruraux.
Au Sénégal, il devient urgent et nécessaire de savoir maîtriser les sols afin d'améliorer la qualité des produits de l'agriculture.
Ceci permet de lutter contre la pauvreté et de développer le tissu économique et social dans des régions essentiellement rurales.